# Musik ist keine Lösung
Musik ist keine Lösung ist das vierte Album des deutschen Rappers, Sängers und Hip-Hoppers Alligatoah. Das Album ist am 27. November 2015 unter dem Label Trailerpark erschienen.

## Tracklist
Neben der Standardversion des Albums existiert eine Deluxe-Version, welche zusätzliche 13 Tracks enthält. Diese entsprechen den Songs der Standardversion, wurden jedoch mit Straßenmusikern aufgenommen, entsprechend werden diese Songs auch unter dem Namen Straßenmusik ist auch keine Lösung vermarktet. Dieses Experiment dokumentierte Alligatoah auch in Videos auf seinem YouTube-Kanal. Dort erklärte er, dass er diese Personen kennenlernen möchte.
Des Weiteren existiert eine Limited Box, die die Deluxe-Version, das Livealbum zur Festivalsaison 2015 von Alligatoah, ein Songbook mit allen Texten, Akkorden und Gitarren-Tablaturen, ein Shirt und ein signiertes Foto von Alligatoah enthält.
|  | Die Standard-Version des Albums enthält 15 Titel bei einer Gesamtlaufzeit von 47:44 Minuten. 1. Comeback des Jahres (Intro) 2. Denk an die Kinder 3. Vor Gericht 4. Lass liegen 5. Teamgeist 6. Mama, kannst du mich abholen I 7. Hab ich recht 8. Gute Bekannte 9. Das bedeutet Krieg (feat. Morlockk Dilemma) 10. Mama, kannst du mich abholen II 11. Du bist schön 12. Doktor spielen 13. Comeback des Jahres 14. Mama, kannst du mich abholen III 15. Musik ist keine Lösung | Die Deluxe-Version enthält 13 zusätzliche Songs. 1. Straßenmusik ist auch keine Lösung 2. Denkt an die Kinder (Straßenmusik) 3. Vor Gericht (Straßenmusik) 4. Lass liegen (Straßenmusik) 5. Teamgeist (Straßenmusik) 6. Hab ich recht (Straßenmusik) 7. Gute Bekannte (Straßenmusik) 8. Das bedeutet Krieg (Straßenmusik) 9. Du bist schön (Straßenmusik) 10. Doktor spielen (Straßenmusik) 11. Comeback des Jahres (Straßenmusik) 12. Mama, kannst du mich abholen (Straßenmusik) 13. Musik ist keine Lösung (Straßenmusik) |

## Rezeption
„‚Musik ist keine Lösung‘ überzeugt […] in vielen Punkten. Starke Texte, gelungene und abwechslungsreiche Delivery und sarkastisch und intelligent verpackte Themen, die sich kritisch mit der Gesellschaft und der Kunstfigur selbst auseinandersetzen. Bisher das stärkste Werk aus dem Trailerpark-Haus.“

Im Hip-Hop-Magazin MZEE bekommt das Album eine gute Bewertung. Alligatoah beweise „bei der Behandlung von gesellschaftlichen und politischen Themen stets das richtige Händchen.“ Musik ist keine Lösung sei ein „großartiges und gleichzeitig erschütterndes Werk“ und komme mit einem „durchdachten Konzept“ daher.

## Musikvideos
Alligatoah veröffentlichte bereits am 17. September 2015 das Musikvideo zu Vor Gericht. Am 22. Oktober 2015 folgte die Veröffentlichung des Musikvideos zu Lass liegen, das fast komplett mit einer 4K Drohne aus der Vogelperspektive aufgenommen wurde. Das Musikvideo zu Denk an die Kinder wurde am 12. November 2015 veröffentlicht. Für das Lied Du bist schön wurde am 11. Februar 2016 ein Video veröffentlicht. Am 12. Juni 2016 erschien das Musikvideo zum titelgebenden Lied Musik ist keine Lösung.

## Erfolg
Am 4. Dezember 2015 stieg das Album auf Platz 3 der deutschen Albumcharts ein. Außerdem platzierte sich die Single-Auskopplung Denk an die Kinder bereits am 20. November 2015 auf Platz 38 der deutschen Single-Charts. Die Titel Du bist schön, Vor Gericht, Lass liegen, Teamgeist, Musik ist keine Lösung und Gute Bekannte platzierten sich in der ersten Woche alle in den Top 100 der deutschen Single-Charts.